# Kostel svatého Michaela archanděla (Čunovo)
Kostel svatého Michaela Archanděla v Čunovo, národní kulturní památka, je datován do druhé poloviny 18. století a je charakterizován jako pozdně barokní stavba s barokním a klasicistním mobiliářem .
Objekt prošel v minulosti několika úpravami, které se dotkly tak jeho exteriéru, tak interiéru. Ani při jednom ze stavebních zásahů však nebyl proveden architektonicko-historický výzkum, který by blíže vyhodnotil jeho stavební vývoj a stejně nedošlo ani k hlubšímu zhodnocení mobiliáře, který během úprav ztratil své původní hodnoty. Alespoň k částečnému rozšíření poznatků o objektu došlo až v souvislosti s pracemi na památce v roce 2006.
Na základě vyhodnocení nálezové situace a sond z roku 2006 je třeba korigovat dosavadní názory na dobu vzniku kostela sv. Michaela. Podle struktury zdiv a jejich pojiv je zřejmé, že objekt nebyl postaven v jedné, ale v minimálně dvou stavebních etapách.
Z první stavební etapy se zachovaly kamenné zdi, které tvořily severní a jižní obvodová zeď svatyně. Že tyto zdi skutečně i původně vyčlenily svatyni, svědčí nálezy dvou nik na severní i jižní stěně, které byly navíc zdobeny malbou po jejich obvodu a které se s největší pravděpodobností využívaly jako pastoforium a nika na odkládání liturgických předmětů. Kromě těchto zdí se svou skladbou k nim blíží i část západní zdi lodi, v místě nasazení věže, které může být také pozůstatkem starší stavby. Skladba zdiva je kombinací kamenného kvádrového zdiva s lomovým kamenem a cihlami.
Druhou stavební etapu představuje v cihle postavená loď a pravděpodobně i věž objektu, segmentový závěr svatyně a všechny klenby. Do stejné fáze je třeba zařadit i sakristii a dnešní zpovědní místnost, napojenou na svatyni z jihu. V cihelném zdivu se nacházejí stejné kvádry, jaké byly použity při výstavbě prvotních zdí svatyně a které byly znovu použity po rozebrání rozhodujících částí staršího kostela.
Datovací prvky stavební etapy se omezují na niky bez výraznějšího slohového zařazení a z tohoto důvodu je možné vycházet při datování pouze zpětným postupem a odvinout se od barokní přestavby v druhé polovině 18. století. Podle nevelkého počtu nátěrů na prvotních zdech i zhodnocení zlomků barevné výzdoby je možné zařadit první stavební etapu do období renesance - do první poloviny 17., nanejvýš druhé poloviny 16. století, návazně na příchod chorvatských přistěhovalců. Výstavbu prvního kostela je možné řadit do období výstavby nedalekého Rusovského kostela sv. Víta a to i na základě podobné stavební technologie.